# VC La Chaîne Orp
VC La Chaîne Orp is een Belgische volleybalclub uit Orp-le-Grand. De club speelt momenteel in Eerste Nationale A. De clubkleuren zijn zwart-wit.

## Team
Trainer: Eric Humblet
| N° | Naam        | Voornaam    | Positie       | Geboortedatum    | Lengte | Vorige Clubs                                        |
| -- | ----------- | ----------- | ------------- | ---------------- | ------ | --------------------------------------------------- |
| 1  | Joos        | Jean-Michel | Middenspeler  | 10 januari 1980  | 185 cm | Orp                                                 |
| 4  | Masson      | Fred        | Hoekaanvaller | 7 juli 1973      | 181 cm | Orp                                                 |
| 5  | Bams        | Dimitri     | Spelverdeler  | 27 oktober 1971  | 192 cm | Orp, Jodoigne, Perwez                               |
| 6  | Daise       | Julien      | Opposite      | 5 januari 1982   | 189 cm | Orp                                                 |
| 7  | Ducat       | Nicolas     | Middenspeler  | 9 juni 1983      | 188 cm | Orp                                                 |
| 8  | Meesen      | Dany        | Spelverdeler  | 24 mei 1970      | 180 cm | La Calamine, Naja, Herentals, St Vith, Orp, Dolhain |
| 9  | Christiaens | Quentin     | Middenspeler  | 14 januari 1989  | 189 cm | Hannut, Selectie AIF                                |
| 10 | Venica      | Alessandro  | Hoekaanvaller | 30 december 1976 | 192 cm | Andenne, Malonne, Ottintois, Orp, Tihange, Waremme  |
| 11 | Humblet     | Eric        | Opposite      | 23 april 1970    | 192 cm | La Calamine, Hasselt, Bilzen, St Vith               |
| 12 | Heine       | Arnaud      | Hoekaanvaller | 3 februari 1986  | 185 cm | Equivoc, Flémalle, Waremme, Marchin, Selectie AIF   |
| 15 | Derenne     | Valérian    | Libero        | 20 augustus 1985 | 178 cm | Espace Volley, Guibertin                            |

## Erelijst
- Beker van Provincie Luik: 1998, 2000, 2001, 2002

- Beker AIF: 2004